# Jules Duprato
Jules Duprato (Nimes, Llenguadoc-Rosselló, 20 de juliol de 1827 - París, Illa de França, 20 de maig de 1892) fou un compositor francès.
Es traslladà a París, i entrà al Conservatori, on guanyà el Premi de Roma el 1848, per la seva cantata Dàmocles. Va romandre un cert temps a Roma i després a Alemanya. En retornar a la seva pàtria, es dedicà al teatre, fent representar un gran nombre d'òperes que tingueren un èxit regular. La partitura de Sacripant, fou premiada en el concurs de les Fantaisises Parisiennes el 1867. Anomenat professor agregat d'harmonia i acompanyament pràctic. A més de nombroses romances i altres peces lleugeres, va compondre les òperes següents:
Les trovatelles, òpera còmica en un acte (1854) Pâquerette, un acte (1856)
M'sieu Landry, un acte (1856)
Salvator Rosa, tres actes (1861)
Le désse et le Berger, (1863)
Sacripant, dos actes (1860)
Le chanteur florentin, dos actes (1866)
La fiancée de Corinthe, un acte (1862)
La tour de chien vert, tres actes (1871)
Le cerisier, (1874), etc.